# Синдром аспирације меконијума
Синдром аспирације меконијума (МАС) (енгл. Neonatal aspiration of meconium) је респираторни дистрес узрокован присуством меконијума у плућима новорођенчета, уз карактеристичан рендгенски налаз на плућима. Настаје испуштањем меконијума у материцу пре рођења детета. Он може да буде знак феталног дистреса, изазваног „патњом” плода.
Како је меконијум врло иритантан за плућа, ако се он у њима појави у већим количинама, може да делује надражајно и изазове делимичну или потпуна опструкцију дисајних путева, хиперинфлацију, ателектазу, пнеумонитис и класичну инфламацијску реакцију.

## Епидемиологија
Морбидитет/Морталитет
Инциденца дистреса је 2 случаја на 1.000 живорођене деце годишње, док је морталитет оболеле новорођенчади > 10%.
У индустријском свету, меконијум у амнионске течности откривен је у 8-25% свих порођаја након трудноће од 34 недеље. Историјски гледано, око 10% новорођенчади рођено је са меконијум-обојеном плодовом водом и развијеним синдромом аспирације меконијума. Промене у акушерској и неонаталној пракси учиниле су да се смање инциденце МАС-а.
У земљама у развоју где није доступна одговарајућа пренаталне неге и где су честа рађања по кућама, учесталост МАС-а је значајно већа и повезана је и са већом стопом смртности.

## Етиологија
Фетални дистрес изазива хипоксијско-исхемијски фетални дистрес. Меконијум у плућима има следеће ефекте:
Механички
Делимична или потпуна опструкција дисајних путева, хиперинфлација, ателектаза;
Хемијски
Пнеумонитис, класична инфламацијска реакција.

## Патофизиологија
Меконијум се интраутерино ствара под утицајем неуронске стимулације, током процеса сазревања желудачно-цревног тракта и обично је изазвана хипоксијом фетуса. Како се фетус приближава периоду сазревања желудачно-цревног тракта, вагусне стимулације из главе или компресије кичмене мождине могу изазвати перисталтику и релаксацију сфинктера ректума што меконијуму отвара пролаз за елиминацију из организма у плодову воду.
Ефекти меконијума у плодове воде су добро изучени јер директно утичу на:
- Промену састава амнионске течности,
- Смањење антибактеријске активност, што потом повећава ризик од перинаталне бактеријске инфекције.
- Иритацију коже фетуса, чиме се повећава учесталост појаве токсичног еритема.

Међутим, најтежа компликација појаве меконијума у материци је његов утицај на обликовање плодове воде пре, за време, и после рођења, и појаву синдрома аспирације меконијума. Аспирација индукује хипоксију преко четири главна плућна механизма: опструкције дисајног пута, дисфункције сурфактанта, хемијског пнеумонитиса и плућне хипертензије.

### Опструкција дисајних путева
Потпуна опструкција дисајних путева меконијумом резултује ателектазом. Парцијална опструкција изазива ефекат „лоптастог вентила”, због појаве ваздуха изолованог у претерано растегнутим алвеолама. Претерана растегнутост дисајних путева јавља се током удисаја када меконијум улази у плућа где потом изазива колапс дисајних путева, што ствара повећани отпор приликом издисаја. Гас који је заробљен у плућима може да пробије зид алвеола, и доспе у плеуру (тако настаје пнеумоторакс), средогруђе (пнеумомедијастинум), или срчану кесу (пнеумоперикардијум).

### Дисфункција сурфактанта
Меконијум не само да деактивира дејство сурфактанта већ може и да инхибира синтезу сурфактанта. Неколико конституената меконијума, посебно слободне масне киселине (нпр. палмитинска, стеаринска, олеинска), имају већи минимални површински напон од сурфактанта и одвајају га од алвеоларног површине, што доводи до дифузне ателектазе.

### Хемијски пнеумонитис
Ензими, жучних соли и слободне масне киселине из меконијума иритирају дисајне путеве и паренхим плућа, узрокујући ослобађање цитокина (укључујући фактор некрозе тумора (TNF-α, интерлеукин (IL)-1ß, IL6, IL8, IL13), и иницирају појаву дифузног пнеумонитиса који може почети у року од неколико сати од аспирације меконијума.
Сви ови ефекти на плућима могу да произведу несклад између односа укупна вентилација — перфузија (V/Q).

### Упорна плућна хипертензија новорођенчета
Да би се додатно компликовале ствари у овом синдрому, код многе деце након аспирације меконија јавља се лакша или средње тешка плућна хипертензије новорођенчета, као последица хроничног стреса у материци и задебљања на плућним крвним судовима. Она даље доприноси хипоксемији у синдрому изазваном аспирацијом меконијума.
На крају, иако је меконијум стерилан, његово присуство у ваздушним путевима може код одојчета предиспонирати плућну инфекцију.

## Клиничка слика
Код терминског или посттерминског новорођенчета присутни су следећи клинички знаци;
- Кожа и нокти пребојени су жуто-зеленим пигментом;
- Знаци тешког респираторног дистреса ;
- Клинички знаци хипоксијско - исхемијске енцефалопатије.

## Дијагноза
Дијагноза синдрома изазваног аспирацијом меконијума може се утврдити на основу:
Анамнезе
Перинатална асфиксија (податак о зелено пребојеној плодовој води).
Клиничке слике
Лабораторијске анализе
- Гасне анализе крви (хипоксемија, хиперкапнија, ацидоза);
- Електролити серума;
- Крвна слика;
- Бактериолошка обрада (хемокултура, копрокултура, трахеални аспират, брисеви);

Радиографије плућа
- Карактеристична хиперинфлација са заравњеном дијафрагмом, груби мрљасти инфилтрати неправилног облика, знаци повећане количине течности у плућима;
- Некад је присутан пнеумоторакс или пнеумомедијастинум.

Ехокардиограм срца
Тест хипероксије и тест хипероксије-хипервентилације
- Тест хипероксије позитиван код МАС-а; негативан код ППХН и УСМ;
- Тест хипероксије-хипервентилације позитиван, потврђује удруженост синдрома изазваног аспирацијом меконијума и ППХН; негативан код УСМ.

Одређивање пре и постдукталне разлике парцијалног притиска кисеоника (РаО2).

## Диференцијална дијагноза
Диференцијално дијагностички треба имати у виду следеће болести и стања:
- Аспирацијски синдром
- Лечење урођених срчаних мана код плућне хипертензије
- Урођену дијафрагмалну килу деце
- Упалу плућа
- Идиопатску плућну артерију хипертензију деце
- Сепсу
- Тешку плућну хипертензију деце
- Недостатак површинских активних супстанци
- Пролазну тахипнеју
- Транспозицију великих крвних судова

## Терапија

### Поступци у порођајној сали
Уклањање меконијума из почетних делова респираторног тракта (нос, ждрело, уста), пре првог удаха;
По потреби након визуализација гласних жица, интубација и аспирација, у случају:
- феталног дистреса (пренатално);
- Изостале аспирације пре првог удаха;
- Присуства густе, громуљице плодове воде;
- Депресије ЦНС-а.

### Лечење новорођенчета на ОИН
Опште терапијске мере
- Тоалета респираторног тракта;
- Оксигенотерапија;
- Корекција метаболичких и ацидо-базних поремећаја.

Специфичне терапијске мере
- Примена механичке вентилације уз индивидуално одређивање параметра (релативно дуг експиријум, висока фреквенца, нижи ПЕЕП)
- Примена сурфактанта
- Антибиотска терапија
- Кортикостероиди.

## Прогноза
Код већина одојчади са синдромом аспирације меконијума (МАС) потпуно се опорављају плућне функције. У нешто већем ризику су бебе које су у ризик од развоја реактивних болести дисајних путева у првих 6 месеци живота (50%).
Пренатални и интрапартум догађаји који су довели до покретања меконијума могу да доведу дете у ситуацију да има дуготрајни неуролошки дефицит, укључујући и оштећења централног нервног система, психогене нападе, менталну ретардацију и церебралну парализу.
Морталитет
- ретроспективна анализа показала је да је укупна стопу смртности код овог синдрома 1,2% у Сједињеним Америчким Државама.[11]
- Стопа смртности услед тешке паренхимске болести плућа и плућне хипертензије износи око 20%.
- Друге компликације укључују: пнеумоторакс, пнеумомедиастинум, пнеумоперицардиум и плућни транзиторни емфизем. Оне се јављају у 10-30% деце са синдромом аспирације меконијума.
- Неуролошка оштећења код преживелих нису првенствено последица дејтсва меконијума, већ и друге интраутерина патофизиологије, укључујући хронични хипоксију и ацидозу.[12]

## Превенција
У циљу превенције развоја синдрома аспирације меконијума треба правовремено предузети следеће мере:
- Идентификацију трудница са повећаним ризиком од хипоксичног феталног дистреса.
- Применити адекватан перинатолошком приступ.